# Peter Zeipelt
Peter Zeipelt (* 29. Mai 1946 in Wien) ist ein zeitgenössischer österreichischer Komponist, Musikpädagoge, Dirigent und Blechbläser.

## Leben
Zeipelt arbeitete nach seinem Studium als Orchestermusiker und Musiklehrer. Er wurde Musiklehrer für Trompete an der Musikschule der niederösterreichischen Landeshauptstadt. An dieser Musikschule gründete er 1984 ein Blasorchester, das sich gut entwickelte. Das Orchester besteht aus über 60 jungen aktiven Musikern. Sie geben eine Reihe von Konzerten in Sankt Pölten. Das jährliche Neujahrskonzert (am 6. Jänner) dieses Blasorchesters in den St. Pöltener Stadtsälen ist zu einem lang andauernden, traditionellen Termin im Terminkalender dieses Orchesters geworden. Zeipelt unternahm mit diesem Orchester auch Konzertreisen nach Paris-Clichy, Frankreich, Heidenheim und Passau, Deutschland und Klagenfurt, Kärnten. Heute heißt dieses Orchester Stadtkapelle St. Pölten.

## Werke
- Prandtauer – Marsch (Willi Gruber-Marsch)  Franz Weis/P. Zeipelt
- Im Nibelungengau  Pz-1a
- Im Stadtwald-Polka (Piccolo-Solo)
- Hopfenbödler (Alt Radlberger) – Marsch Pz-8
- An der Traisen (Solo für zwei Kornette)  Pz-9
- Am Rathausplatz – Polka  Pz-10
- St. Pöltner Landeshauptstadt – Marsch Franz Gram/P. Zeipelt  Pz-14
- 4. Fanfare (Ausstellungsfanfare)  Pz-15
- Matthias Stadler (Munggenast)-Marsch Pz-23
- Hoch Stattersdorf - Marsch Pz - 25
- Sunway2 Blues Pz - 29
- Mein Krummnußbaum - Marsch Pz - 31
- Gemischter Satz - Marsch Pz - 34
- Stadlinger ABSV - Marsch Pz - 35
- Wieselburg 40 - Marsch
- Schloß Weinzierl - Marsch